# Minúsculo 617
Minúsculo 617 (numeração de Gregory-Aland), O 13 (von Soden) é um manuscrito minúsculo grego do Novo Testamento, em folhas de pergaminho, datado paleograficamente como sendo do século XI. O manuscrito está repleto de lacunas e ele foi numerado por Tischendorf como 140a, 215p e 74r.
Atualmente acha-se no Biblioteca Marciana (Gr. Z. 546 (786)), em Veneza.

## Descrição
O códice contem o texto do Novo Testamento (exceto os Evangelhos) em 164 folhas de pergaminho (tamanho 30 cm por 23 cm), com duas grandes lacunas (Atos 1:8-29:12; Gálatas 2:21-1 Timóteo 4:10). Elas foram preenchidas por duas mãos diferentes, em papel, no século XIII. O texto está escrito em duas colunas por página, com 31 linhas cada. 
Ele contém prolegomena, στιχοι, algumas notas em Atos e diversas nas epístolas. Ele contém também o aparato eutaliano, mas incompleto e o texto das epístolas está rodeado por uma cátena. O Apocalipse de João está comentado.
O códice contém também o tratado de Pseudo-Doroteu sobre os doze apóstolos e os setenta discípulos de Jesus (como também os minúsculos 82, 93, 177, 459, 613 e 699).
A ordem dos livros é: Atos, epístolas paulinas, epístolas católicas e o Apocalipse de João. A Epístola aos Hebreus aparece depois de Filêmon.

## Texto
Kurt Aland não classificou o texto em nenhuma categoria.

## História
O manuscrito pertencia ao metropolitano de Éfeso, Neófito, em 1481. Ele foi comprado pela biblioteca em "Gallicio" em 1624.
Ele foi adicionado à lista dos manuscritos do Novo Testamento por Johann Martin Augustin Scholz. Gregory viu o manuscrito em 1886. O texto do Apocalipse foi estudado por Herman C. Hoskier.